# Jan V van Hénin

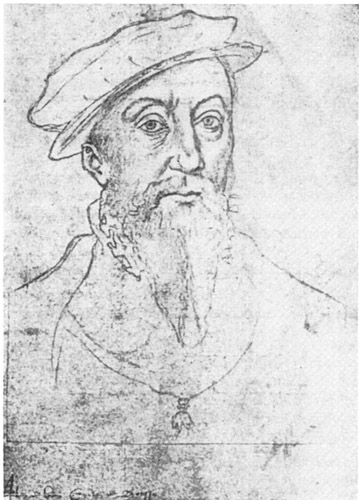
Portret

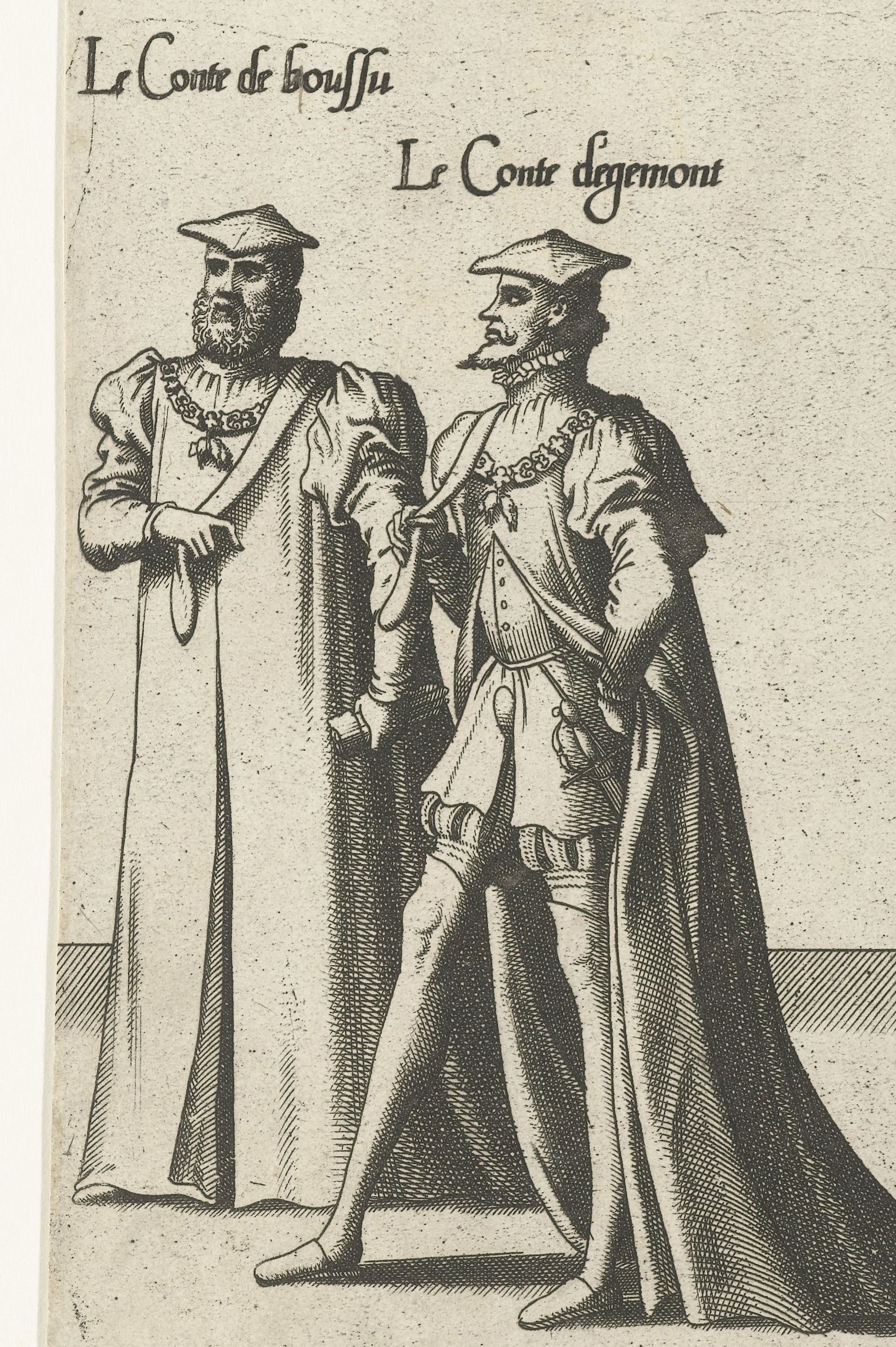
Jan van Hénin en de graaf van Egmont aan het hoofd van de begrafenisstoet van keizer Karel V in 1558

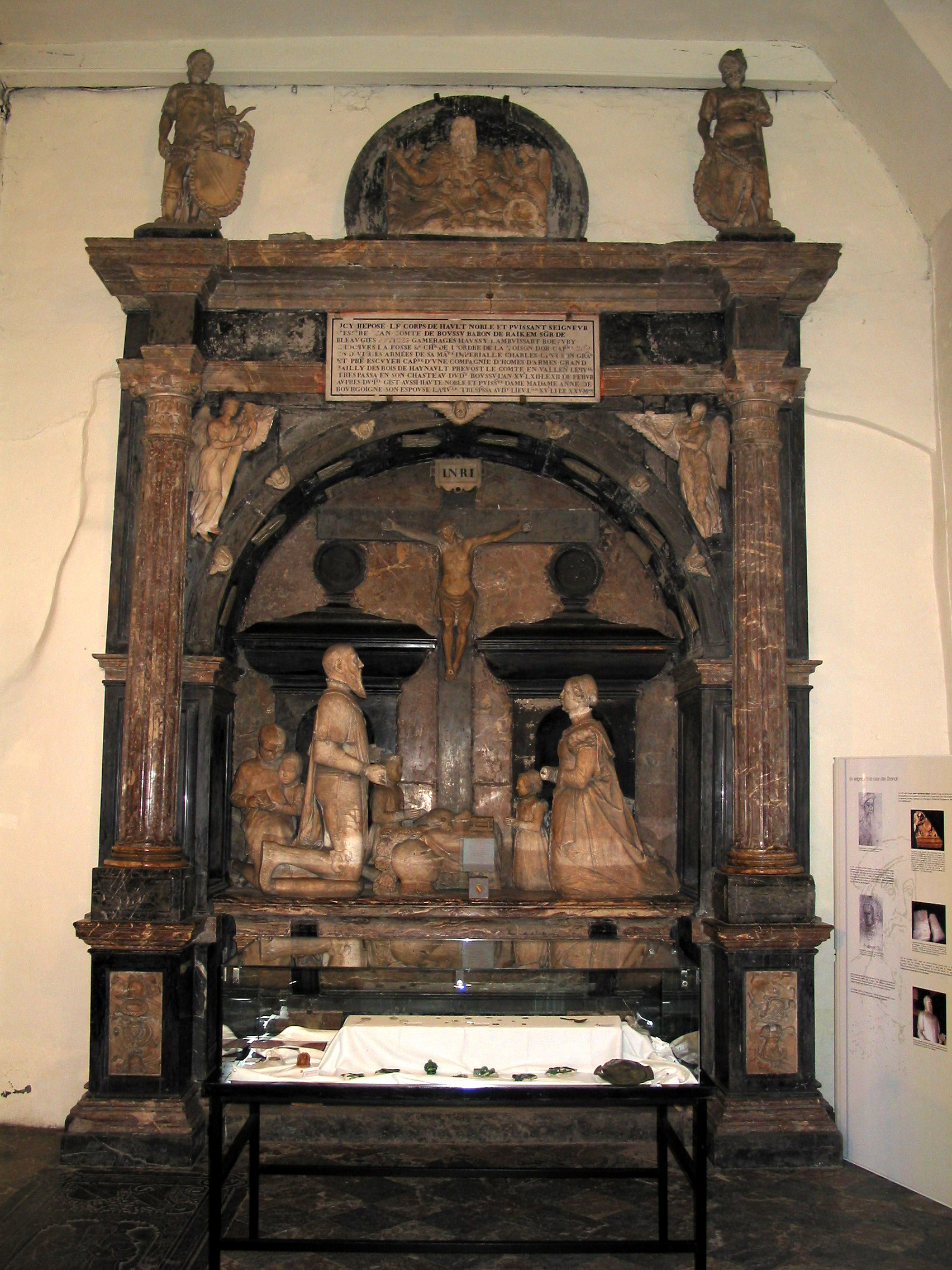
Praalgraf van Jan V van Hénin en Anna van Bourgondië

Jan V van Hénin, eerste graaf van Boussu, heer van Galmaarden, Blaugies, Beuvry enzovoort (Boussu, 9 augustus 1499 – aldaar, 12 februari 1562) was een militair en staatsman in de Habsburgse Nederlanden. Hij was een vliesridder en vertrouweling van keizer Karel V.

## Leven
De ouders van Jan van Hénin waren Filips van Hénin en Catharina van Ligne. Net zoals zijn vader en grootvader was hij baljuw van de Henegouwse bossen (vanaf 1527) en de grafelijke provoost van Valenciennes (vanaf 1531). De familie had onder de Bourgondische hertogen ook macht verzameld in Nederlandstalige gebieden. 
Jan van Hénin was een leeftijdgenoot van Karel V en werd een van diens favorieten. Op 24 februari 1530 vergezelde Jan van Hénin hem na Karels kroning tot keizer in de optocht van Karel V met de paus Clemens VII te Bologna. In 1531 werd Jan in Doornik geridderd in de Orde van het Gulden Vlies. In het leger van Karel V trad hij op als kolonel van de cavalerie (1530) en kapitein-generaal (1535). De keizer nam hem op in zijn huishouden als kamerheer en opperstalmeester (1538). 
In de vele campagnes waaraan Jan deelnam, toonde hij grote moed. Hij voerde het bevel over verschillende formaties in de slag bij Pavia (1525), nam deel aan de verovering van Rome (1527), aan de slag om Tunis (1535) en de Algiers-expeditie (1541) en tijdens de Ottomaans-Habsburgse oorlogen aan de veldslagen bij Lier (1542), Luxemburg (1542) en Jülich (1542), alsmede aan de belegeringen van Saint-Dizier (1544) en Château-Thierry (1544). In 1545 werd hij kapitein van een ordonnantiebende van veertig zwaarbewapende ruiters en tachtig schutters. Jan nam deel aan de Schmalkaldische Oorlog (1546), en aan de vijandelijkheden bij Trier (1552) en Amiens (1553). In 1553 werd hij aangesteld tot hoofd van vijf ordonnantiebenden die de grens van Artois moesten bewaken. Onder koning Filips II onderscheidde hij zich in de veldslagen bij Saint-Quentin (1557) en Grevelingen (1558).
Als een van de rijkste edelen van Henegouwen was hij niet langer tevreden met het bescheiden stamslot in Boussu. Hij liet het slopen en verving het door een magnifiek renaissancekasteel, ontworpen door Jacques Dubrœucq. De eerste steen werd gelegd op 23 maart 1539. In februari 1544 waren keizer Karel en zijn gevolg te gast in het kasteel. Op 4 september 1549 ontving Hénin erfprins Filips. In mei 1554 verbleef Karel opnieuw in Boussu. 
Hénin wist de heerlijkheid Boussu aanzienlijk uit te breiden door op 25 september 1551 een grondruil overeen te komen met de naburige abdij van Saint-Ghislain. Karel V was vanaf 1506 tot 1555 landsheer van uiteindelijk (sinds 1543) alle Nederlandse gewesten. Bij zijn afscheid in 1555 verhief de keizer Boussu tot graafschap. Ook onder koning Filips II bleef Jan van Hénin invloedrijk. Hij werd in 1558 opgenomen in de Raad van State. Op de uitvaart van de keizer leidde hij de processie van de vliesridders.
Onder het bewind van Filips II werd het onrustiger in de Nederlanden. In 1562 moest Jan van Hénin een opstand in Valenciennes laten neerslaan door zijn ordonnantiebende. Hier brak het eerste gewelddadige verzet in de Nederlanden uit tegen de geloofsvervolging. Op de Journée des mal brûlés werden twee tot de brandstapel veroordeelde protestanten door een volksmassa bevrijd.
De eerste graaf van Boussu stierf in dat jaar in zijn kasteel, als deken van de Orde van het Gulden Vlies. Hij werd begraven in de familiale grafkapel van Boussu. Jacques Dubrœucq maakte een praalgraf met albasten beelden van Jan, zijn vrouw en vier van zijn kinderen.

## Familie
Jan van Hénin trouwde in 1532 met Anna van Bourgondië, dochter van Adolf van Bourgondië. Ze hadden zeker de volgende kinderen:
- Filips van Hénin (1535-1542)
- Anton van Hénin (jonggestorven)
- Karel van Hénin (1537-1556)
- Maximiliaan I van Hénin (1542-1578), tweede graaf van Boussu
- Jacquot van Hénin (jonggestorven)
- Eleanor van Hénin († 1583)
- Anton van Hénin (1548-1603), apostolisch protonotaris
- Jacob van Hénin (1548-1618), tweelingbroer van de vorige, markies van Veere en Vlissingen